# Порјадје
Порјадје (слч. Poriadie) насељено је мјесто са административним статусом сеоске општине (слч. obec) у округу Мијава, у Тренчинском крају, Словачка Република.

## Становништво
| Година:    | 1994. | 2004.   | 2014.   | 2024.   |
| ---------- | ----- | ------- | ------- | ------- |
| Број људи: | 718   | 695     | 705     | 703     |
| Разлика:   |       | -3,20 % | +1,43 % | -0,28 % |

| Година:    | 2023. | 2024.   |
| ---------- | ----- | ------- |
| Број људи: | 713   | 703     |
| Разлика:   |       | -1,40 % |

Према подацима о броју становника из 2024. године насеље је имало 703 становника.